# Аліпурдуар (округ)
Аліпурдуар — округ у штаті Західний Бенгал, Індія. Площа округу становить 3136 км², а населення 1501983 осіб.

## Міста
- Аліпурдуар
- Аліпурдуар-Рейлвей-Джанкшен
- Баробіша
- Бголар-Дабрі
- Бірпара
- Чечакхата
- Фалаката
- Гасімара
- Джайґаон
- Пасчім-Джітпур
- Раджабгаткхава
- Собгаґандж
- Уттар-Камакх'яґурі
- Уттар-Латабарі